# Tahitiaanse jufferduif
De Tahitiaanse jufferduif (Ptilinopus purpuratus) is een vogel uit de familie Columbidae (duiven). 

## Verspreiding en leefgebied
Deze soort is endemisch op de oostelijke Genootschapseilanden en telt twee ondersoorten:
- P. p. frater: Moorea.
- P. p. purpuratus: Tahiti.

## Status
De grootte van de populatie is in 2011 geschat op 2.500-10.000 volwassen vogels. Op de Rode lijst van de IUCN heeft deze soort de status niet bedreigd.